# Портрет Шарлотты Полидори
«Портрет Шарлотты Полидори» — картина английского художника-прерафаэлита Данте Габриэля Россетти, созданная в 1853 году в подарок для своего деда Гаэтано Полидори.
На картине изображена Шарлотта Лидия Полидори (1802—1890) — тётя Данте Габриэля Россетти по материнской линии, между ними сложились близкие отношения; тётя не раз помогала своему племяннику в его творчестве, в частности, она организовала продажу одной из его первых масштабных работ «Юность Девы Марии». Она помогала художнику на протяжении всей его жизни.
Портрет тёти был завершён осенью 1853 года и отдан в подарок деду художника Гаэтано Полидори. Брат художника, Уильям Майкл Россетти считал, что портрет вышел «невероятно похожим». Сохранился карандашный эскиз картины, созданный в июле 1853 года. Он был подарен позже сестре художника Кристине Россетти; в настоящее время он находится в собрании Бирмингемской художественной галереи). Картина долгое время хранилась у семьи Россетти; от деда она перешла Уильяму Майклу Россетти, затем Мэри Россетти. Картина выставлялась в Галерее Тейт (1923) и Национальном фонде (1949—53). В 2010 году она была продана на аукционе Кристис.